# Ustanciosporium rhynchosporae
Ustanciosporium rhynchosporae är en svampart som beskrevs av Vánky 1999. Ustanciosporium rhynchosporae ingår i släktet Ustanciosporium och familjen Anthracoideaceae.   Inga underarter finns listade i Catalogue of Life.